# Ихтиодорулиты

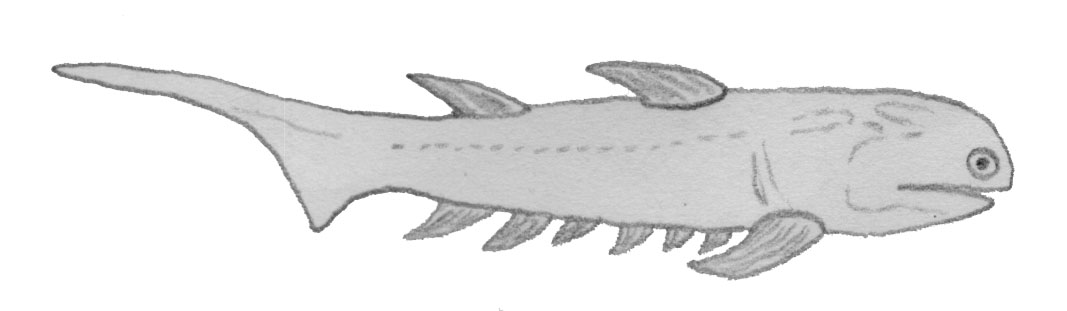
Многоплавниковый вариант реконструкции климатиуса по находкам ихтиодорулитов

Ихтиодорулиты (от др.-греч. ἰχθύς — «рыба», δόρῠ — «копье» и λίθος — «камень») — игловидные или саблевидные ископаемые остатки, которые считаются плавниковыми иглами вымерших родов хрящевых рыб (Chondrichthyes): акул, скатов, цельноголовых. Характерны такие остатки и для акантод (например, для климатиуса).
Обычно ихтиодорулиты встречаются изолированными от других частей скелета рыб и лишь иногда сопровождаются зубами; поэтому строение тех организмов, часть которых представляют ихтиодорулиты, и их классификация недостаточно твердо установлены. При описании рыб по ихтиодорулитам их родовым названиям принято придавать окончание «acanthus». К их числу относятся, например, роды Ctenacanthus, Gyracanthus, Stenacanthus и многие другие.
Ихтиодорулиты встречаются в отложениях всех геологических систем, начиная с силурийской, но преимущественно в образованиях палеозойской группы Западной Европы, Северной Америки и России.
Изучением ихтиодорулитов много занимался швейцарский естествоиспытатель Л. Агассис, а также российские учёные Х. И. Пандер, Г. Е. Щуровский, Г. А. Траутшольд и А. А. Иностранцев.